# Agathylla neutra
Agathylla neutra is een slakkensoort uit de familie van de Clausiliidae. De wetenschappelijke naam van de soort is voor het eerst geldig gepubliceerd in 1898 door Westerlund.